# Берёзовка (Житомирский район)
Берёзовка (укр. Березівка) — село в Житомирском районе Житомирской области Украины.

## История
Бывшее село Житомирского уезда Волынской губернии Российской империи.
По переписи 2001 года население составляло 1967 человек.
В 2003 году правительством Украины было принято решение о расформировании находившейся в окрестностях села военной части А-4192 вооружённых сил Украины, занимавшейся ремонтом военной техники (склады, деревообрабатывающий и металлообрабатывающий цеха, железнодорожная ветка до станции Дубовец), которое было начато в 2004 году и завершено в 2007 году. 

## Адрес местного совета
12411, Житомирская область, Житомирский р-н, с. Берёзовка, ул. Богословская, 31